# Nicaragua
Nicaragua, officielt Republikken Nicaragua, er et land i Mellemamerika. Republikken er arealmæssigt det største land i Mellemamerika, men har også den laveste befolkningstæthed. Det samlede areal er 130,370 km2, landareal 119,990 km2 og vandareal 10,380 km2. Mod nord deler Nicaragua grænse med Honduras og mod syd med Costa Rica. Mod vest ligger Stillehavet, og mod øst ligger Det caribiske Hav. Landets navn er en kombination af Nicarao, som var den største indianerstamme ved spaniernes ankomst, og det spanske ord agua, som betyder vand, idet der refereres til de to store søer i landets vestlige del, Managua-søen og Nicaragua-søen.

## Historie
Landet blev opdaget af Columbus i 1502, og blev koloniseret af Spanien fra 1524. Området overgik fra Spanien i 1821 og udgjorde frem til 1838 sammen med Guatemala, El Salvador, Honduras og Costa Rica Mellemamerikas Forenede Stater (República Federal de Centroamérica). Efter en borgerkrig bliver Nicaragua selvstændigt i 1840.
I tiden som fulgte involverede USA sig ofte i landets politiske anliggender; blandt andet i 1909 da de støttede et konservativt oprør som fik den liberale præsident Zelaya afsat. USA besatte landet frem til 1933, flere års oprør og guerillakrig ledet af Sandino gjorde at USA trak sig ud.
Fra 1936 til 1979 blev landet diktatorisk ledet af familien Somoza, først af Anastasio Somoza Garcia frem til 1956, siden af sønnen Luis Somoza Debayle som præsident og Anastasio Somoza Debayle som leder for nationalgarden. Luis døde af naturlige årsager i 1967 og Anastasio overtog posten som diktator. Familien havde allieret sig med USA og amerikanske selskaber, og fik ofte støtte fra disse, blandet andet til at bekæmpe politiske modstandere, hvilket blev offentligt kendt ved Iran-Contra-skandalen fra 1986.
I 1961 blev den socialistiske organisation 'Frente Sandinista de Liberación Nacional' (FSLN), kendt som Sandinisterne, stiftet. De drev guerillakrig mod regimet i landet, uden særligt held op igennem 1960'erne. I 1972 blev Managua ramt af et stort jordskælv som udrettede omfattende skader. Nødhjælp kom fra udlandet, men Somoza sørgede for at genopbygningen af byen blev gjort af hans egne selskaber; noget som førte til en øget modstand mod regimet, og større støtte til FSLN. En blodig borgerkrig brød ud, og den endte med at Somoza og andre medlemmer af regimet flygtede til USA (Somoza blev nægtet indrejse i USA og drog derfor videre til Paraguay). Oprørerne fik magten i 1979, under en midlertidig junta med sandinistlederen Daniel Ortega i spidsen.
Ortega blev valgt til præsident ved valghandlinger i 1984, og sad ved magten til 1990, hvor han tabte valget til en koalition af borgerlige partier ledet af Violeta Chamorro.
Efter Chamorro fulgte så to præsidenter fra det liberale partiet PLC, Arnoldo Alemán (1996), og Enrique Bolaños (2001).
I 2006 kom FSLN tilbage til magten efter 16 år i opposition, idet Daniel Ortega på ny blev valgt som præsident i Nicaragua.

## Geografi
Højeste punkt er Mogoton (2 438 moh). Langs Stillehavet strækker sig den nicaraguanske vulkanfront med bl.a. Apoyeque, der regnes for en af de farligste vulkaner i verden.
Nicaragua kan groft deles ind i tre geografiske regioner: lavlandet i vest, højlandet i nord, og Moskitokysten i øst.
Lavlandet består af et frugtbart slettelandskab, og det er her størstedelen af landets jordbrugsvarer produceres; de tre største byer i Nicaragua, Managua, León og Granada ligger alle i lavlandet.
Højlandet i nord har et køligere klima. Omtrent en fjerdedel af landets landbrugsproduktion bliver udført her, med kaffe som den vigtigste nytteplante.
Moskitokysten består for det meste af regnskov og tropisk fyrreskovssavanne, og er sparsomt befolket. Klimaet er tropisk og meget fugtigt.

## Regioner
Landet er delt ind i 15 såkaldte departementer (departamentos) og to autonome regioner.
Departementer (regionshovedstader i parentes)
- Boaco (Boaco)
- Carazo (San Marcos)
- Chinandega (Corinto)
- Chontales (Juigalpa)
- Estelí (Estelí)
- Granada, Nicaragua
- Jinotega (Jinotega)
- León, Nicaragua
- Madriz (Somoto)
- Managua (Managua; landets hovedstad)
- Masaya (Masaya)
- Matagalpa (Matgalpa)
- Nueva Segovia (Ocotal)
- Rivas (Rivas)
- Río San Juan (San Carlos)

Autonome regioner
- Región Autónoma del Atlántico Norte (Puerto Cabezas)
- Región Autónoma del Atlántico Sur (Bluefields)